# Iphisa elegans
Iphisa elegans är en ödleart som beskrevs av  Gray 1851. Iphisa elegans ingår i släktet Iphisa och familjen Gymnophthalmidae.

## Underarter
Arten delas in i följande underarter:
- I. e. elegans
- I. e. soinii